# Abigaille Zanetta
Abigaille Zanetta (Novara, 18 maggio 1875 – Borgosesia, marzo 1945) è stata un'educatrice italiana, sindacalista e pacifista, figura di rilievo del movimento socialista e dell'emancipazionismo femminile.

## Biografia

### Primi anni e formazione
Abigaille Zanetta nacque a Suno Novarese il 18 maggio 1875 in una famiglia di orientamento democratico e risorgimentale. Rimasta orfana di madre in giovane età, fu cresciuta dal padre, segretario comunale dalle idee garibaldine e appassionato di ricerche archeologiche. La sorella maggiore Erminia, di tre anni più grande, ebbe un ruolo determinante nell'orientarla verso la professione di insegnante, da lei stessa praticata.
Dopo le prime esperienze didattiche a Torino e Ginevra, dove lavorò in un convitto internazionale, si stabilì definitivamente a Milano all'inizio del Novecento, ottenendo la nomina nelle scuole elementari comunali. Le prime esperienze professionali le conferirono quella dimensione cosmopolita che avrebbe sempre caratterizzato il suo pensiero.

### Distacco dal cattolicesimo e impegno femminista
Gli anni milanesi furono cruciali per la sua evoluzione. Inizialmente collaborò con riviste cattoliche, pubblicando tra il 1901 e il 1902 articoli di psicopedagogia su Il Bene sotto lo pseudonimo Atomo. Il distacco dal cattolicesimo si manifestò attraverso aspre polemiche pubbliche, che culminarono con la sua rottura definitiva con l'ambiente cattolico nel 1909.
Una figura cruciale nella sua evoluzione politica fu Vittorio Emanuele Mariani, primo direttore scolastico socialista e tra i fondatori del Circolo Operaio di Milano; la sua importanza per Zanetta fu tale che nel suo testamento dispose che le sue ceneri fossero poste accanto a lui. Fu probabilmente proprio Mariani a spingerla alla collaborazione con la rivista La Scuola Popolare, organo dell'Unione Magistrale italiana, e con il settimanale emancipazionista L'Alleanza (1906-1911) diretto da Carmela Baricelli, di cui Zanetta divenne co-direttrice responsabile della redazione milanese per l'anno 1910, su pressione del Partito Socialista che intendeva inserire una militante di sua fiducia in cambio del finanziamento del giornale.
L'avvicinamento al sindacato e ai socialisti avvenne per la sensibilità da loro dimostrata nei confronti dei maestri e delle tematiche della scuola e dell'educazione più in generale. In ambiente scolastico conobbe le maestre socialiste Linda Malnati e Carlotta Clerici, 
Zanetta sviluppò posizioni originali nel movimento femminista italiano. Nel 1908, partecipando al dibattito sul separatismo all'interno dei Comitati pro suffragio, anticipò tematiche che sarebbero diventate centrali nel femminismo successivo: "Non illudiamoci, donne: di amici disposti a fare del platonismo democratico e del femminismo ad usum delphini ne abbiamo intorno un maremagno [...] confidiamo in noi". 
Al Congresso nazionale della Previdenza di Macerata (agosto 1909) presentò una relazione innovativa sulle Casse di Maternità, sostenendo che "la maternità non sia un malanno femminile bensì la più alta funzione della specie umana" . Sul suffragio femminile si distinse per posizioni più radicali rispetto alla linea ufficiale del PSI, che puntava principalmente su riforme legislative graduali: nel 1910 propose forme di disobbedienza civile come strumento di lotta più incisivo per ottenere immediatamente il diritto di voto alle donne.

### Attività sindacale e pedagogica
Accanto all'impegno femminista, Zanetta si dedicò all'organizzazione sindacale degli insegnanti nell'Unione magistrale nazionale, collaborando con le maestre socialiste Linda Malnati e Carlotta Clerici, con le quali condivise l'esperienza della Lega delle cooperative e alla Lega per la tutela degli interessi femminili, animando il Gruppo femminile socialista.
Entrò nella Federazione provinciale milanese del PSI e assunse incarichi in numerosi organismi, tra cui, dal 1912, la Commissione esecutiva della Camera del Lavoro di Milano.
All'interno dell'Unione magistrale nazionale, Zanetta fu vicina al segretario socialista Giuseppe Soglio, che sostenne anche nella candidatura alle elezioni politiche del 1913. Per questa campagna elettorale si recò nel Polesine, dove conobbe e divenne amica di Giacomo Matteotti, una relazione che avrebbe segnato profondamente le sue scelte politiche successive.
Il suo approccio pedagogico si basava sull'importanza del gioco nell'educazione e sulla convinzione che "nella libertà della vita il fanciullo s'educa ai forti pensieri e alla rettitudine della coscienza"  riflettendo le sue convinzioni politiche nell'attività didattica.

### Guerra e antimilitarismo
Lo scoppio della guerra di Libia nel 1911 segnò una svolta decisiva nella sua attività politica. Abigaille Zanetta mise tutta la sua dedizione al servizio della pace e di un'educazione antimilitarista per le giovani generazioni, sviluppando quel pensiero pacifista che sarebbe diventato il tratto distintivo della sua militanza. Fu principalmente attorno a questi temi che si consolidò il sodalizio con gli esponenti che avrebbero dato vita alla sinistra socialista milanese, tra cui Luigi Repossi e Bruno Fortichiari; quest'ultimo, come lei fortemente contrario alla guerra, nel novembre 1914, presentò l'ordine del giorno che decretò l'espulsione di Benito Mussolini dal partito.
Il 31 marzo 1915 rappresentò un momento emblematico dell'impegno di Zanetta: due cortei, uno socialista guidato da lei e Giacinto Menotti Serrati e uno interventista guidato da Mussolini, si scontrarono duramente nelle strade di Milano. Zanetta, tra i socialisti che contestarono radicalmente la distinzione tra i tipi di guerra operata da molti compagni di partito, per marcare la distanza dalla linea ufficiale del PSI ("non aderire, non sabotare") rifiutò di partecipare alle iniziative di assistenza organizzate dalla giunta socialista di Caldara e smise di scrivere sul giornale delle donne socialiste La difesa delle lavoratrici . 
Non si limitò al rifiuto passivo, ma organizzò l'allestimento di una tipografia clandestina dalla quale continuò la propaganda irriducibile contro la guerra, diffondendo i manifesti di Zimmerwald e di Kienthal, oltre a volantini e numeri unici che alimentavano la resistenza antimilitarista.
Nel marzo 1918 fu inviata al confino a San Demetrio ne' Vestini, in provincia dell'Aquila insieme a Bruno Fortichiari. In maggio fu condannata per tradimento a 500 lire di multa e il confino tramutato in sei mesi di prigione, scontati a San Vittore.

### Dopoguerra e internazionalismo
Tornata in libertà nel 1918, Zanetta fu tra i fondatori del Sindacato Magistrale Italiano, aderente alla Confederazione Generale del Lavoro e costituito a Milano nel 1919 come alternativa classista all'Unione magistrale nazionale, da tempo su posizioni interventiste.
Negli anni successivi l'interesse per la rivoluzione russa e i contatti con insegnanti provenienti da diversi paesi europei, condusse Zanetta a sviluppare un crescente interesse per la dimensione sovranazionale dell'educazione. Dal 1922 assunse una cattedra presso l'Istituto lombardo di Esperanto, vedendo in questa lingua la possibilità di promuovere una cultura internazionale accessibile a tutti, rispettosa delle differenze dei diversi popoli e contraria al dominio economico e culturale dei paesi più forti.
Fu tra i fondatori dell'Internationale de l'Enseignement (IE) al Congresso di Bordeaux (11-15 agosto 1920), poi diventata Internazionale dei Lavoratori dell'Insegnamento nel 1924. L'organizzazione venne fondata su basi antimilitariste e con l'auspicio di potersi collegare fin da subito con l'Unione Sovietica attraverso Anatolij Lunačarskij, commissario per l'istruzione pubblica nella Russia rivoluzionaria.
Nel 1925 partecipò con passaporto falso (pseudonimo Zuccheri) a un viaggio promosso dall'Internazionale dei Lavoratori dell'Insegnamento in Unione Sovietica, dove si era appena svolto un Congresso panrusso dell'insegnamento. Era l'unica italiana del gruppo, che comprendeva i maggiori esperti di scuola e di pedagogia di tutto il mondo, tra cui i francesi Celestin Freinet, pedagogo rivoluzionario, e Maurice Wullens, direttore della rivista Les Humbles ed esponente de L'École émancipée. Ad accogliere il gruppo di insegnanti in Russia furono figure di primo piano del regime sovietico: Zlata Lilina, a capo del dipartimento dell'istruzione di Leningrado e responsabile dell'organizzazione di istituti educativi sperimentali, e Nadezda Krupskaja, moglie di Lenin e importante teorica dell'educazione socialista.
Nonostante fosse stata protagonista della sinistra socialista milanese, Zanetta non seguì Fortichiari e Repossi nella scissione di Livorno (1921), rimanendo nel PSI con Giacinto Menotti Serrati. Nel 1922 aderì al Partito socialista unitario di Matteotti, separando la propria strada da quella del resto della sinistra socialista milanese che contribuì alla nascita del Partito comunista d'Italia. A quest'ultimo tuttavia aderì dopo l'assassinio di Matteotti, compiutosi a Roma il 10 giugno 1924, ed entrò a far parte del direttivo della Federazione comunista di Milano, dimostrando ancora una volta come le sue scelte fossero guidate da principi etici prima che da strategie politiche.
Nel 1926 fu sospesa dall'insegnamento dal podestà di Milano Ernesto Belloni per non aver manifestato "sufficiente adattamento alle direttive politiche del governo". Nel 1927 fu nuovamente arrestata e rinchiusa a San Vittore dal 14 giugno al 4 dicembre, uscendone questa volta, più che cinquantenne, estremamente provata nel fisico e nel morale.
Quando Mussolini nel 1923 promise il voto amministrativo alle donne, Zanetta mantenne una posizione critica, sottolineandone come tale proposta, riservata solo ad alcune categorie socio-professionali percettrici di reddito, rivelasse il suo carattere classista.

### Morte
Malata e impossibilitata a lavorare, si ritirò con la sorella a Borgosesia, dove morì nel marzo 1945 senza aver potuto assistere alla sconfitta del fascismo.

### Fondo Zanetta
Un fondo di documenti a lei appartenuti, che comprende carte relative alla sua lunga militanza e alla sua carriera scolastica, materiale a stampa, carteggi, documenti personali, tessere d’iscrizione, manoscritti, è stato raccolto dalla sorella dopo la sua morte e successivamente donato e messo a disposizione presso l’Istituto Nazionale Ferruccio Parri (INSMLI) di Milano.

## Nella cultura di massa
Il libro Il tempo degli imprevisti della scrittrice tedesca Helena Janeczek si apre con il racconto Le sorelle Zanetta, dedicato al ritratto storico di Emilia e Abigaille, nello sfondo della Milano del primo socialismo.